# 원용국 (1891년)
원용국(元容國, 1891년 10월 8일 ~ 1935년 6월 22일)은 일제강점기의 군인으로, 본적은 경성부 냉동이다.

## 생애
1896년 3월부터 1905년까지 한학을 배웠고 1905년 9월 경성부 사립 보성소학교 5학년에 편입학했다. 1906년 8월 사립보성소학교를 졸업했고 1907년 8월 경성부 사립 보성중학교 1학년을 수료했다. 1909년 대한제국 육군무관학교에 입학했지만 1909년 7월 학교가 폐교되자 일본으로 유학했다.
1909년 9월 3일 일본 육군중앙유년학교 예과 2학년에 편입학했고 1911년 7월 11일 예과 3학년을 수료했다. 1913년 5월 25일 일본 육군중앙유년학교 본과를 졸업했고 1915년 5월 25일 일본 육군사관학교를 제27기로 졸업했다. 1915년 12월 25일 육군 기병 소위로 임관했고 기병 제25연대에서 복무했다. 1917년 4월 27일 일본 정부로부터 다이쇼대례기념장을 받았으며 1918년 일본 육군기병학교 마술과(馬術科)를 수료했다.
1919년 4월 15일부터 1924년 8월 14일까지 육군 기병 중위로 복무했다. 일본의 시베리아 개입이 진행 중이던 1920년 7월부터 1921년 11월까지 사할린섬에 파견된 일본군 사령부 소속으로 참전하는 한편 일제의 사할린 지역 조선인 통제 정책에 적극 협력했다. 1921년 11월 기병 제27연대에 배속되었고 1924년 8월 15일부터 1925년 8월 14일까지 일본 제국 육군 기병 대위로 복무했다. 1929년 9월 만주에서 일본군 특무기관에서 근무했다.
1932년 1월부터 1935년 6월 22일까지 길림성 반석현(吉林省 磐石縣, 지린 성 판스 현) 조선인민회(朝鮮人民會) 회장 겸 이사를 역임하는 동안 당시 만주사변 이후부터 활동 중이던 반석현(판스 현)의 항일 무장 세력 탄압에 앞장섰다. 또한 만주에 있는 각 조선인민회를 전만조선인연합회(全滿朝鮮人民會聯合會)의 지도하에 통일 지도할 것을 요청하는 한편 자경단 설립과 안전농촌(安全農村) 건설 등을 주장하는 등 일제의 만주 지배 정책과 침략 정책, 재만 조선인 통제 정책에 적극 협력했다. 1934년 9월 만주국 정부로부터 건국 공로장을 받았다.
민족문제연구소의 친일인명사전 수록자 명단의 군 부문과 친일반민족행위진상규명위원회가 발표한 친일반민족행위 705인 명단에 포함되었다.

## 참고 자료
- 친일반민족행위진상규명위원회 (2009). 〈원용국〉. 《친일반민족행위진상규명 보고서 Ⅳ-10》. 서울. 312~327쪽.